# Vânătorii de mituri
Vânătorii de mituri (engleză: MythBusters) este un popular program de televiziune produs de firma australiană Beyond Television Productions pentru Discovery Channel în Statele Unite și Canada. Prezentatorii seriei sunt experții în efecte speciale Adam Savage și Jamie Hyneman, care folosesc metode științifice pentru a testa diverse rumori, legende urbane, mituri, scene din filme și zicători.
Filmările pentru MythBusters sunt realizate în San Francisco, California, iar unele elemente ale producției sunt realizate în Artarmon, Australia. Planurile și unele experimente simple au loc la sediul echipei; experimentele care necesită mai mult spațiu sunt filmate, de obicei, în zona golfului din San Francisco. În al doilea sezon, câțiva membrii ai echipei au fost separați în "Echipa juniorilor" și testează mituri separat.
Protagoniștii programului vor fi în curând cunoscuți ca dr.h.c. Jamie Hyneman și dr.h.c. Adam Savage, deoarece Universitatea din Twente a decis să le confere aceste titluri pentru rolul lor în popularizarea științei, cu ocazia aniversării sale a cincizecea, pe 21 noiembrie 2011.

## Istoric
Episoadele pilot au fost create pentru Discovery Channel sub titlul Tall Tales or True ("Povești Fabuloase sau Adevărate")  de producătorul australian Peter Rees în 2002. Apoi, Discovery a mai cerut încă trei episoade pilot speciale. Jamie Hyneman a ajuns prezentator prin Rees, care l-a intervievat și pentru apariția în BattleBots. Adam Savage, care a lucrat cu Hyneman în reclame și în BattleBots, a fost rugat de Hyneman să-l ajute să co-prezinte show-ul, deoarece, după Savage, Hyneman s-a simțit prea neinteresant să prezinte singur.
În Iulie 2006, o versiune de 30 de minute a MythBusters a început să fie difuzată pe BBC Two în UK. Episoadele difuzate pe European Discovery Channel includ, câteodată, scene în plus, nearătate în versiunea din S.U.A. (unele ajungând în episoade speciale, cum ar fi "MythBusters Outtakes").

## Format
Fiecare episod al MythBusters se concentrează pe câteva legende urbane, rumori, sau alte mituri. Lista miturilor testate de emisiune este realizată din mai multe surse, incluzând experiența personală a echipei realizatoare, precum și sugestiile fanilor, postate în forumul MythBusters de pe site-ul Discovery Channel. În unele episoade, se testează mituri legate între ele, acestea fiind numite "[Theme] Special". Din August 2008, au existat 3 mituri care au necesitat preparații și testări ample, având tot episodul dedicat lor,
și patru episoade speciale au fost duble.

## Concluziile experimentelor
La sfârșitul fiecărui episod, fiecare mit este evaluat ca Busted (infirmat), Plauzibil sau Confirmat.
Infirmat (Busted)
Rezultatul mitului nu poate fi replicat prin metoda din mit sau prin metode asemănătoare. De obicei, când mitul este declarat Busted, echipa încearcă să vadă de ce este nevoie pentru a replica mitul. Acest lucru arată, de cele mai multe ori, că circumstanțele necesare pentru a replica mitul sunt imposibile din punct de vedere fizic, sau, necesită prea mult timp/echipament deci este prea impractic pentru a fi adevărat.
Unele din aceste mituri sunt revăzute dacă fanii au obiecții sau echipa de cercetare găsește date noi.
Plauzibil
Un mit este declarat plauzibil în două cazuri:
- Mitul poate fi replicat prin mica modificare a unor parametrii ai acestuia. Acest lucru ar putea fi din cauză că mitul a fost transmis pe cale orală, cu timpul el modificându-se. De asemenea, unele materiale au fost înlocuite de echipă din cauza costului sau a timpului de achiziție, dar noile materiale sunt foarte asemănătoare și se găsesc mult mai ușor.
- Dacă nu există destule date, dar echipa reușește să atingă rezultatul mitului (cum a fost cazul în mitul în care un civil asistat de turnul de control poate ateriza un avion).

Confirmat
Dacă echipa reușește să recreeze rezultatul mitului în circumstanțșele descrise. Un mit confirmat este, de obicei, acompaniat de dovezi documentate ale acestuia. Dacă mitul nu are detalii specifice, echipa încearcă fiecare scenariu și dacă cel puțin unul din ele este corect mitul este confirmat (de exemplu, când au testat mitul dacă împușcarea peștelui dintr-un butoi este foarte ușoară, ei nu au putut să nimerească peștele dar presiunea creată de pușcă în apă este de ajuns să omoare peștele).  În primul sezon s-a folosit termenul "Adevărat".

## Adrese externe
- Discovery.com Mythbusters Site
- Discovery.ca Mythbusters Site Arhivat în 4 decembrie 2010, la Wayback Machine.
- Behind the Story: Buster
- Interview on Slashdot
- An interview on PoopReport Arhivat în 26 iulie 2009, la Wayback Machine.
- Adam Savage interviewed on the Penn Jillette Radio Show Arhivat în 7 ianuarie 2016, la Wayback Machine.
- Interview on NPR
- Adam and Jamie explaining Moore's Law